# Ramo d'oro

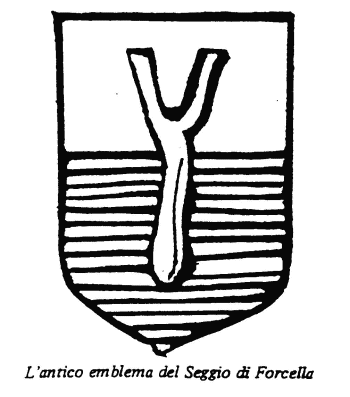
L'aspetto a due punte del ramo d'oro, al quale il commentatore dellEneide, Servio Mario Onorato, attribuiva le fattezze della Y pitagorica. La sua forma a forcella è anche emblema esoterico dell'omonimo quartiere di Napoli.

Il ramo d'oro è il ramo che permette ad Enea la catabasi nell'Ade. Secondo la maggioranza degli studiosi si tratta del vischio, e fa parte di una simbologia orfico-pitagorica diffusa da epoche antichissime.
Il colore "d'oro" dipende dall'aspetto che prende il ramo di vischio quando viene reciso.

## Aspetto e significato
L'aspetto del ramo d'oro, secondo i commentatori dell'Eneide, doveva ricordare la ypsilon pitagorica, simbolo iniziatico raffigurante una strada o un tronco che si divide in una biforcazione, due sentieri dalla valenza morale alternativa: quello di destra conduce alla virtù, e nel caso di Enea ai Campi Elisi, quello di sinistra al vizio e alla perdizione, o comunque alla tentazione, in questo caso specifico al Tartaro.
In epoca medioevale fu assimilato all'albero della conoscenza del bene e del male.

## Nell'Eneide
Enea, per potersi accingere alla sua catabasi infera, consigliato dalla Sibilla cumana, deve trovare un ramo d'oro che può essere colto solo da coloro che ne sono degni. 
Il ramo, nascosto in una fitta selva, è sacro a Proserpina, la regina degli inferi. Una volta trovato, si stacca facilmente dalla pianta, se il Fato è favorevole alla sua discesa negli Inferi; se non lo è, ogni sforzo sarà vano. 
La dea Venere, sua madre, lo aiuta nell'impresa, inviandogli due colombe che lo guidano fino al luogo dove esso si trova. 
(Virgilio, Eneide, VI, 136-147)

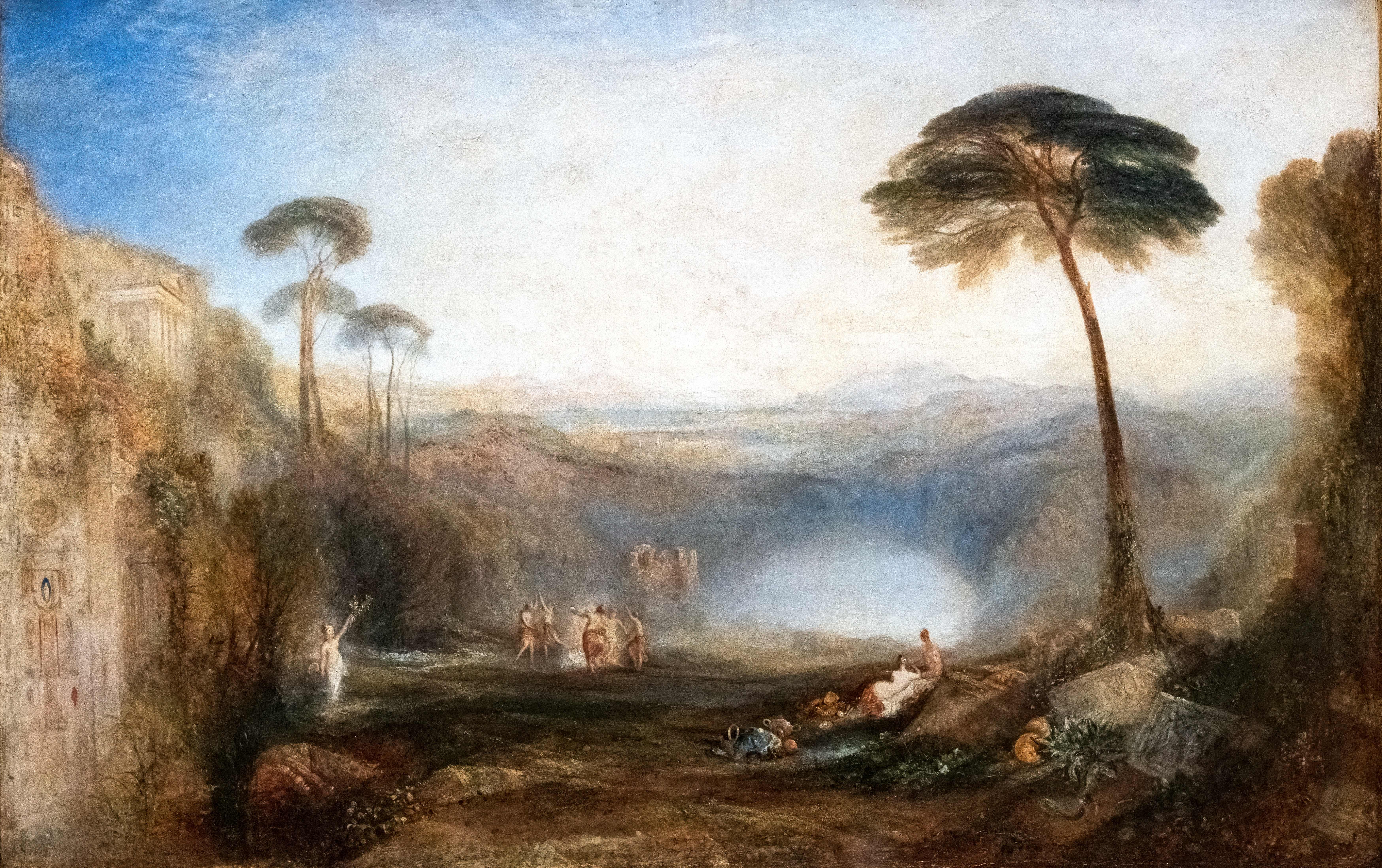
Il rinvenimento del ramo d'oro, in un dipinto di William Turner

La Sibilla con Enea utilizza il ramo d'oro nell'Ade per placare il cuore irato di Caronte, che cerca di ostacolare il loro cammino (... aperit ramum, qui veste latebat, ... e svela il ramo, che nascondeva nella veste VI 406); Enea lo pone poi sulla porta di Dite dopo averlo asperso di acque lustrali, all'ingresso dei Campi Elisi, come offerta votiva a Proserpina (perfecto munere divae, VI 637).

## Ispirazioni al ramo d'oro virgiliano
Il ramo, come altri elementi del racconto assume un significato simbolico non ben definibile, ma conferma il destino eccezionale di Enea, scelto per questa particolare avventura. 
La vicenda ha fornito il titolo al famoso libro Il ramo d'oro (The Golden Bough) di James Frazer. Il ramo d'oro, secondo Frazer, è un ramo di vischio, collegabile con il culto della Diana Nemorensis.